# Lieinix christa
Lieinix christa är en fjärilsart som först beskrevs av Eduard Johannes Reissinger 1970.  Lieinix christa ingår i släktet Lieinix och familjen vitfjärilar. Inga underarter finns listade i Catalogue of Life.